# Villar de Vacas
Villar de Vacas (llamada oficialmente Santa María de Vilar de Vacas) es una parroquia y un lugar español del municipio de Cartelle, en la provincia de Orense, Galicia.

## Toponimia
La parroquia también es conocida por el nombre de Santa María de Villar de Vacas.

## Organización territorial
La parroquia está formada por cuatro entidades de población:
- O Mato
- O Peto
- Sanguñedo
- Vilar de Vacas

## Demografía

### Parroquia
| Gráfica de evolución demográfica de Villar de Vacas (parroquia) entre 2000 y 2022 |
|                                                                                   |
| Datos según el nomenclátor publicado por el INE.                                  |

### Lugar
| Gráfica de evolución demográfica de Vilar de Vacas (lugar) entre 2000 y 2022 |
|                                                                              |
| Datos según el nomenclátor publicado por el INE.                             |